# Ruffigné
Ruffigné – miejscowość i gmina we Francji, w regionie Kraj Loary, w departamencie Loara Atlantycka.
Według danych na rok 2010 gminę zamieszkiwało  719 osób, a gęstość zaludnienia wynosiła 21 osób/km².